# Piton Plaine des Fougères
Pour les articles homonymes, voir Piton (homonymie).
Le Piton Plaine des Fougères est un sommet montagneux de l'île de La Réunion, un département d'outre-mer français dans l'océan Indien. Situé sur le rempart montagneux qui place le plateau appelé plaine des Fougères en surplomb de la partie nord du cirque naturel de Salazie, il culmine à 1 800 mètres d'altitude au nord du massif du Piton des Neiges et est traversé par la frontière entre les communes de Salazie et de Sainte-Marie. Il constitue d'ailleurs le point culminant de cette dernière.